# Trun
Trun település Franciaországban, Orne megyében. Lakosainak száma 1183 fő (2022. január 1.). Trun Montreuil-la-Cambe, Coulonces, Écorches, Fontaine-les-Bassets, Louvières-en-Auge, Neauphe-sur-Dive és Tournai-sur-Dive községekkel határos.

## Népesség
A település népessége az elmúlt években az alábbi módon változott:
| Lakosok száma | 1323 | 1298 | 1341 | 1245 | 1240 | 1235 | 1223 | 1202 | 1183 |
|               | 2013 | 2015 | 2016 | 2017 | 2018 | 2019 | 2020 | 2021 | 2022 |